# Archer Blood

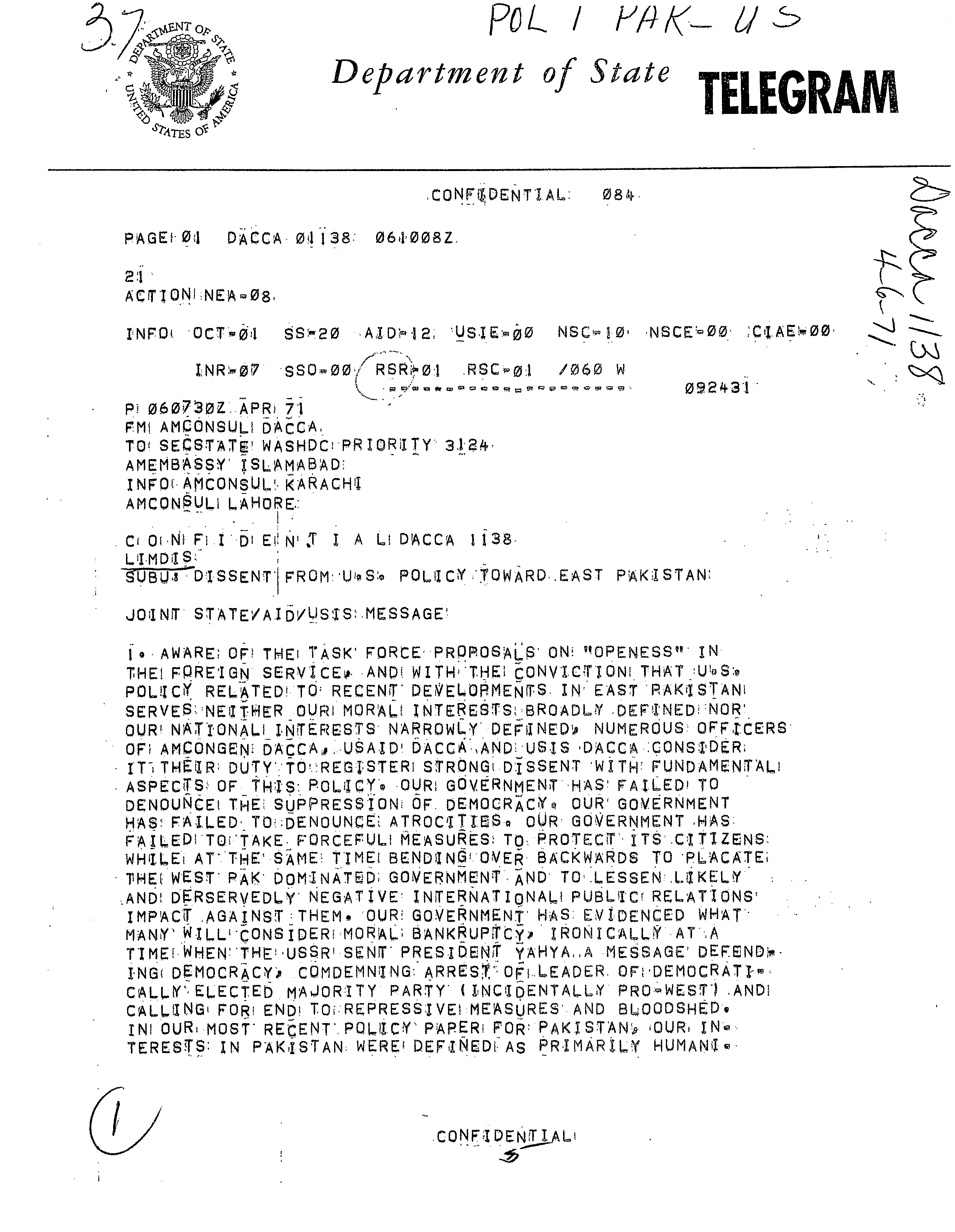
Erste Seite des Blood Telegram

Archer Kent Blood (geboren am 20. März 1923 in Chicago, Illinois; gestorben am 3. September 2004 in Fort Collins, Colorado) war ein amerikanischer Diplomat. Er wurde bekannt, nachdem er am 6. April 1971 in seiner Funktion als Generalkonsul in Dhaka, damals die Hauptstadt Ostpakistans, ein Telegramm an das amerikanische Außenministerium gesandt hatte, in denen er das rücksichtslose Vorgehen des pakistanischen Militärs gegen die bangladeschische Unabhängigkeitsbewegung als Völkermord bezeichnete und in scharfen Worten die Südasien-Politik der Nixon-Regierung kritisierte.

## Leben
Blood studierte an der University of Virginia (B.A. 1943) und später Internationale Beziehungen an der George Washington University (M.A. 1963). Während des Zweiten Weltkriegs diente er ab 1943 in der United States Navy im Nordpazifik. 1947 trat er in den diplomatischen Dienst und wurde im Laufe seiner Dienstzeit zu den amerikanischen Vertretungen in Griechenland, Algerien, Westdeutschland, Pakistan, Afghanistan und Indien bestellt. 1982 wurde er pensioniert und ließ sich 1993 in Fort Collins, Colorado nieder, wo er 2004 starb. 2002 veröffentlichte er seine Memoiren im Verlag der Universität von Dhaka.

## DasBlood Telegram
1971 war Blood Generalkonsul der Vereinigten Staaten in Dhaka, der Hauptstadt Ostpakistans. Die seit Jahren anhaltenden Spannungen zwischen der (west-)pakistanischen Regierung und der sezessionistischen Awami-Liga eskalierten in den ersten Monaten des Jahres 1971 und führten schließlich zum Bangladesch-Krieg. Am 25. März des Jahres ordnete der pakistanische Präsident Yahya Khan als Oberbefehlshaber der Streitkräfte die Operation Searchlight an. Das Militär ging mit außerordentlicher Härte gegen tatsächliche oder mutmaßliche Separatisten vor, in wenigen Tagen wurden tausende getötet, wobei insbesondere Hindus Opfer der Militärgewalt wurden. Vor Beginn der Operation waren ausländische Journalisten des Landes verwiesen worden, so dass nur wenige Berichte über die Massaker den Weg in die internationale Presse fanden. Blood und die Mitarbeiter wurden jedoch Augenzeugen der Geschehnisse und berichteten in Telegrammen an das amerikanische Außenministerium davon. Bereits im Betreff des ersten dieser Telegramme vom 28. März bezeichnete Blood das Vorgehen Pakistans als „Selektiven Genozid.“ In weiteren Telegrammen unterrichtete er Washington über das Ausmaß der Gewaltakte, darunter über das Massaker an hunderten Studenten der Universität Dhaka, Leichenberge und Massengräber. Nachdem diese Berichte keine Reaktion zeitigten, sandte Blood am 6. April schließlich ein Telegramm mit dem Betreff Dissent from U.S. Policy Toward East Pakistan, das alle Mitarbeiter des Konsulats unterschrieben. Blood kritisierte darin in scharfen Worten die Passivität der amerikanischen Regierung in der Krise:
| „Aware of the task force proposals on "openness" in the Foreign Service, and with the conviction that U.S. policy related to recent developments in East Pakistan serves neither our moral interests broadly defined nor our national interests narrowly defined, numerous officers of AmConGen Dacca, USAID Dacca and USIS Dacca consider it their duty to register strong dissent with fundamental aspects of this policy. Our government has failed to denounce the suppression of democracy. Our government has failed to denounce atrocities. Our government has failed to take forceful measures to protect its citizens while at the same time bending over backwards to placate the West Pak dominated government and to lessen likely and deservedly negative international public relations impact against them. Our government has evidenced what many will consider moral bankruptcy, ironically at a time when the USSR sent President Yahya a message defending democracy, comdemning arrest of leader of democratically elected majority party (incidentally pro-West) and calling for end to repressive measures and bloodshed. In our most recent policy paper for Pakistan, our interests in Pakistan were defined as primarily humanitarian, rather than strategic. But we have chosen not to intervene, even morally, on the grounds that the Awami conflict, in which unfortunately the overworked term genocide is applicable, is purely internal matter of a sovereign state.“ | „Eingedenk der Vorschläge der Task Force zur „Offenheit“ im auswärtigen Dienst, und in der Überzeugung, dass die Strategie der Vereinigten Staaten angesichts der jüngsten Entwicklungen in Ostpakistan weder unseren moralischen Interessen im weitesten Sinne noch unseren nationalen Interessen im engeren Sinne zuträglich ist, halten es zahlreiche Funktionäre des AmConGen Dhaka, des USAID Dhaka und des USIS Dhaka für ihre Pflicht, deutlich darauf hinzuweisen, dass sie mit grundlegenden Aspekten dieser Linie nicht einverstanden sind. Unsere Regierung hat es versäumt, die Unterdrückung der Demokratie zu verurteilen. Unsere Regierung hat es versäumt, wirksame Maßnahmen zum Schutz ihrer Bürger zu ergreifen und hat zugleich nach Kräften die westpakistanisch dominierte Regierung begütigt und den internationalen Druck, der wahrscheinlich und verdientermaßen ihrem Ansehen geschadet hätte, gemindert. Unsere Regierung hat, wie viele meinen werden, ihren moralischen Bankrott erklärt, und das ironischerweise zu einer Zeit, da die UdSSR Präsident Yahya eine Botschaft gesandt hat, in der sie die Demokratie verteidigt, die Verhaftung eines Führers einer demokratisch gewählten (und übrigens prowestlichen) Mehrheitspartei verurteilt und ein Ende der Repressalien und des Blutvergießens fordert. In unserem jüngsten Pakistan-Strategiepapier waren unsere Interessen in Pakistan noch humanitärer, nicht strategischer Natur. Doch nun haben wir uns entscheiden, nicht einzugreifen, selbst moralisch, aus dem Grund, dass der Awami-Konflikt, auf den der allzu oft bemühte Begriff Genozid leider anwendbar ist, eine rein innere Angelegenheit eines souveränen Staats sei.“ |

Das Telegramm zunächst als LOU (Limited Official Use) klassifiziert, einer recht niedrigen Vertraulichkeitsstufe, so dass es innerhalb des State Department rasch verbreitet wurde und es so viele Mitarbeitern des Ministeriums zu Gesicht bekamen. Angesichts der Brisanz des Telegramms reklassifizierte es das Ministerium jedoch am nächsten Tag als NODIS (No Distribution Outside the Department of State), der höchsten Vertraulichkeitsstufe, um seine weitere Verbreitung zu unterbinden. Nachdem die amerikanischen Mitarbeiter des Konsulats in Dhaka per Flugzeug evakuiert wurden und in die USA zurückkehrten, wurde Blood während der Amtszeit Kissingers nicht wieder im Ausland eingesetzt, was oft als Bestrafung für sein Aufbegehren gedeutet wurde.
Die Umstände des Blood-Telegramms, das Verhalten der Vereinigten Staaten in der Südasienkrise und insbesondere die Rolle Henry Kissingers sind seither Gegenstand einer historischen und juristischen Kontroverse. Der Journalist Christopher Hitchens forderte in seinem Buch The Trial of Henry Kissinger (2001), dass Kissinger sich einem Kriegsverbrechertribunal stellen müsse und führte dabei Kissingers Verhalten in der Bangladesh-Krise gerade auch angesichts des Blood-Telegramms als Beweis für seine Komplizenschaft mit dem pakistanischen Regime an. Auch ein Dossier der California Law Review führt das Blood-Telegramm als Beweismittel für den Fall an, dass Kissinger für sein Verhalten juristisch belangt werden sollte, da es zumindest seine Mitwisserschaft, wenn auch nicht zwingend seine Mittäterschaft belege. Das Telegramm wurde über den sogenannten Dissent Channel verbreitet, einen Kommunikationskanal, den das State Department kurz zuvor im Kontext des Vietnamkriegs eingerichtet hatte, um Diplomaten eine Möglichkeit zu geben, problematische Anweisungen aus Washington coram publico oder zumindest amtsintern zu kritisieren. Es ist bis heute das wohl bekannteste Memo, das auf diesem Weg veröffentlicht wurde. Zu Vergleichen zum Blood Telegram regte in jüngster Zeit die Denkschrift Alternatives to Closing Doors in Order to Secure Our Borders (Januar 2017) an, die vehement die Executive Order 13769 des neuen Präsidenten Donald Trump kritisiert, ebenfalls über den Dissent Channel vertrieben wurde und von mehr als 1000 amerikanischen Diplomaten unterzeichnet wurde.

### Veröffentlichungen
- The Cruel Birth of Bangladesh: Memoirs of an American Diplomat. Dhaka University Press, 2002. ISBN 984-05-1650-7

### Sekundärliteratur
- Gary Bass: The Blood Telegram. Alfred A. Knopf, New York 2013. ISBN 978-0-307-70020-9
- Joe Holley: Archer K. Blood; Dissenting Diplomat. Nachruf in der Washington Post vom 23. September 2004.
- Sajit Gandhi: The Tilt: The U.S. and the South Asian Crisis of 1971 - The National Security Archive (George Washington University); Dokument Nr. 8 ist ein pdf des Blood Telegram
- U.S. State Department, Office of the Historian: Foreign Relations, 1969-1976, Volume XI, South Asia Crisis, 1971
- Interview with Archer K. Blood - The Foreign Affairs Oral History Collection of the Association for Diplomatic Studies and Training, 27. Juni 1989.